# Sint-Augustinuskerk (Nijmegen)

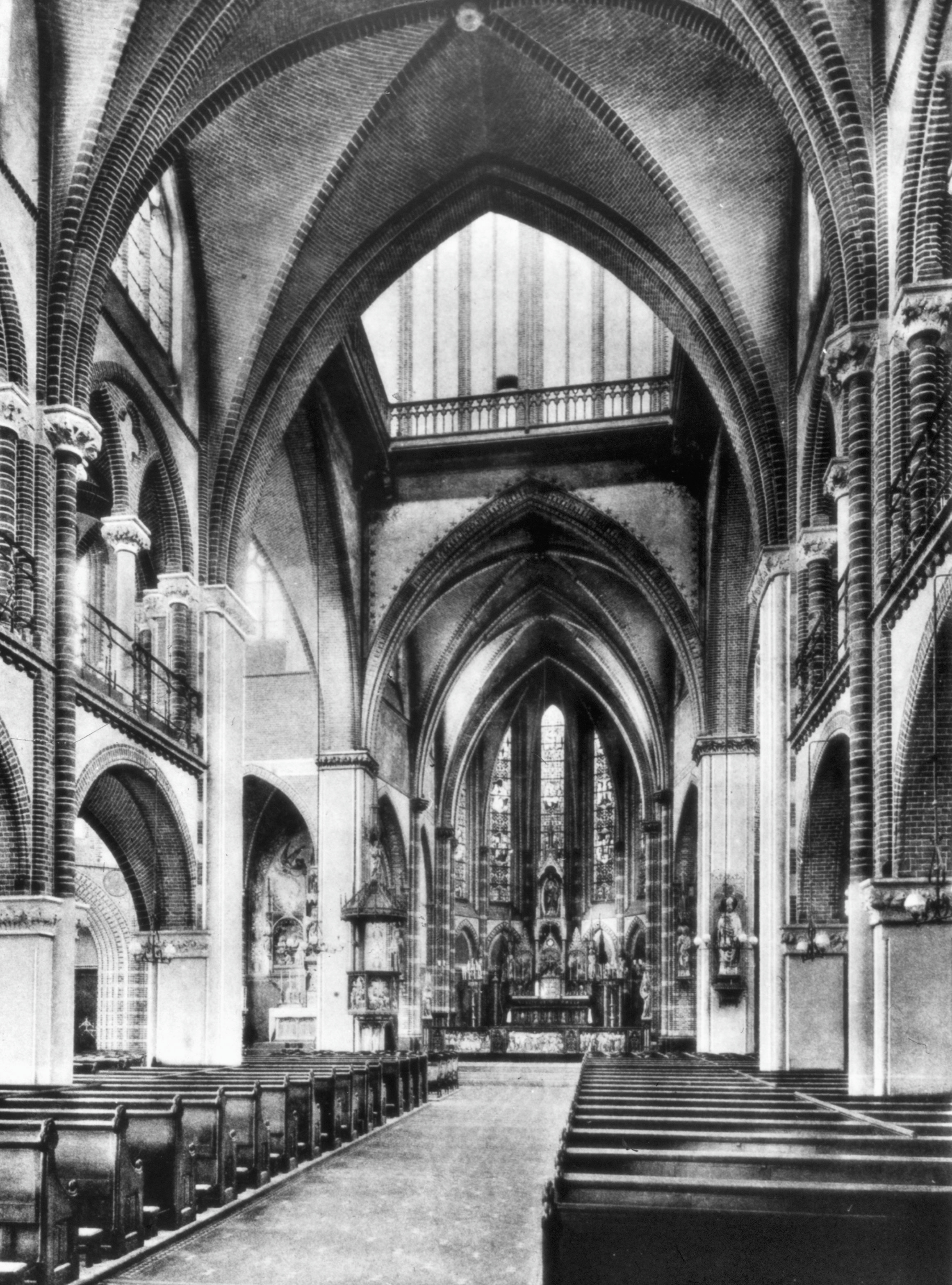
Het schip van de Augustinuskerk, archief RCE

De Sint-Augustinuskerk was een kerkgebouw aan de Augustijnenstraat in het centrum van Nijmegen. De kerk was eerst van de orde der augustijnen, en later van de karmelieten.
De restanten zijn volledig afgebroken nadat het kerkgebouw tijdens de Tweede Wereldoorlog grotendeels was verwoest.

## Geschiedenis
Op de plek waar later de Augustijnenstraat is gekomen liep voordien een kleinere "gas", genaamd het Kerkengasje.  De augustijnen hadden op deze plaats sinds 1674 een kleine kerk, die werd gebruikt als schuilkerk. In 1833 werd deze kerk verbouwd, maar deze bleef te klein en bovendien slecht bereikbaar. De gemeente kocht de kerk en pastorie in 1883 op voor 75.000 gulden, waarna er werd besloten om een nieuwe kerk te bouwen. In dezelfde tijd is ook de Augustijnenstraat zelf aangelegd, zodat er genoeg ruimte zou zijn voor de kerk.
Op 11 maart 1884 bood de architect Pierre Cuypers hiervoor zijn plan aan. De eerste steen voor de  Sint-Augustinus werd gelegd op 28 augustus, de gedenkdag van de heilige Augustinus van Hippo. Bouwpastoor was H. Evers. De voltooide kerk werd op 2 mei 1886 ingewijd door bisschop Adrianus Godschalk.
In 1936 ging de kerk over naar de karmelieten. Inmiddels was de financiële situatie van de kerk verslechterd, doordat de Nijmeegse Benedenstad minder welvarend was geworden; het economische zwaartepunt lag nu veel meer in de Bovenstad.
De Sint-Augustinuskerk raakte – net als veel andere gebouwen – zwaar beschadigd bij het bombardement op de Nijmeegse binnenstad van 22 februari 1944. Onder meer de gehele torenspits en het complete dak waren na het bombardement verdwenen. Het schip van de kerk stond nog wel deels overeind. In 1947 zijn alle overblijfselen van de kerk echter geruimd, onder meer vanwege het gevaar voor instorting. Daarnaast wilde men op deze plek in Nijmegen geen gebedshuizen meer, de Augustijnenstraat moest in plaats daarvan helemaal als een winkelstraat gaan fungeren.

### Vervangende kerk
Aan de herbouwde Doddendaal (waar tot het bombardement de Sint-Franciscuskerk had gestaan) werd in 1950-1951 een nieuwe karmelietenkerk gebouwd, ter vervanging van de Sint-Augustinuskerk. Deze nieuwe kerk is echter maar tot 1978 in gebruik geweest, en het gebouw is inmiddels weer gesloopt.

## Architectuur
De kerk werd door Cuypers ontworpen in neogotische stijl. Cuypers moest rekening houden met een beperkt oppervlak en omringende huizen, maar ontwierp toch een ruim gebouw, met een lengte van 53,35 meter. Het koor was georiënteerd op het noordoosten. 
De kerk had een vieringtoren met een opengewerkte spits. De toren reikte met zijn 72,20 meter hoger dan de nabijgelegen Sint-Stevenstoren.

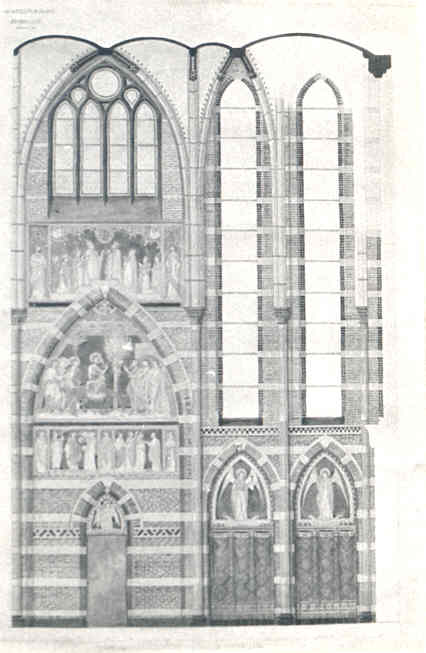
Ontwerp voor het interieur van het kerk, door P. Cuypers, 1884
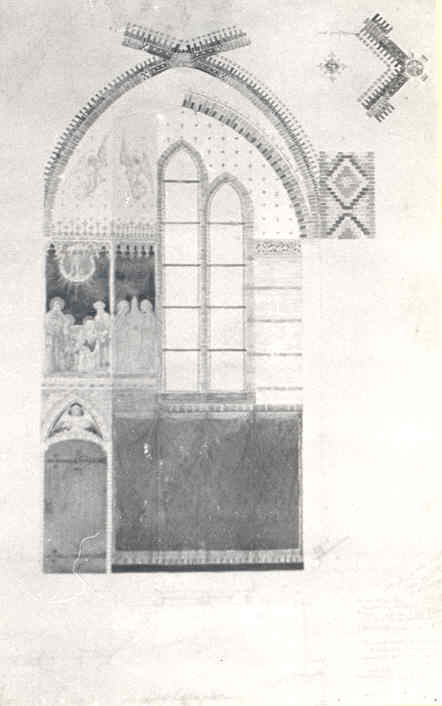
Ontwerp voor de Sint-Josephkapel in de kerk
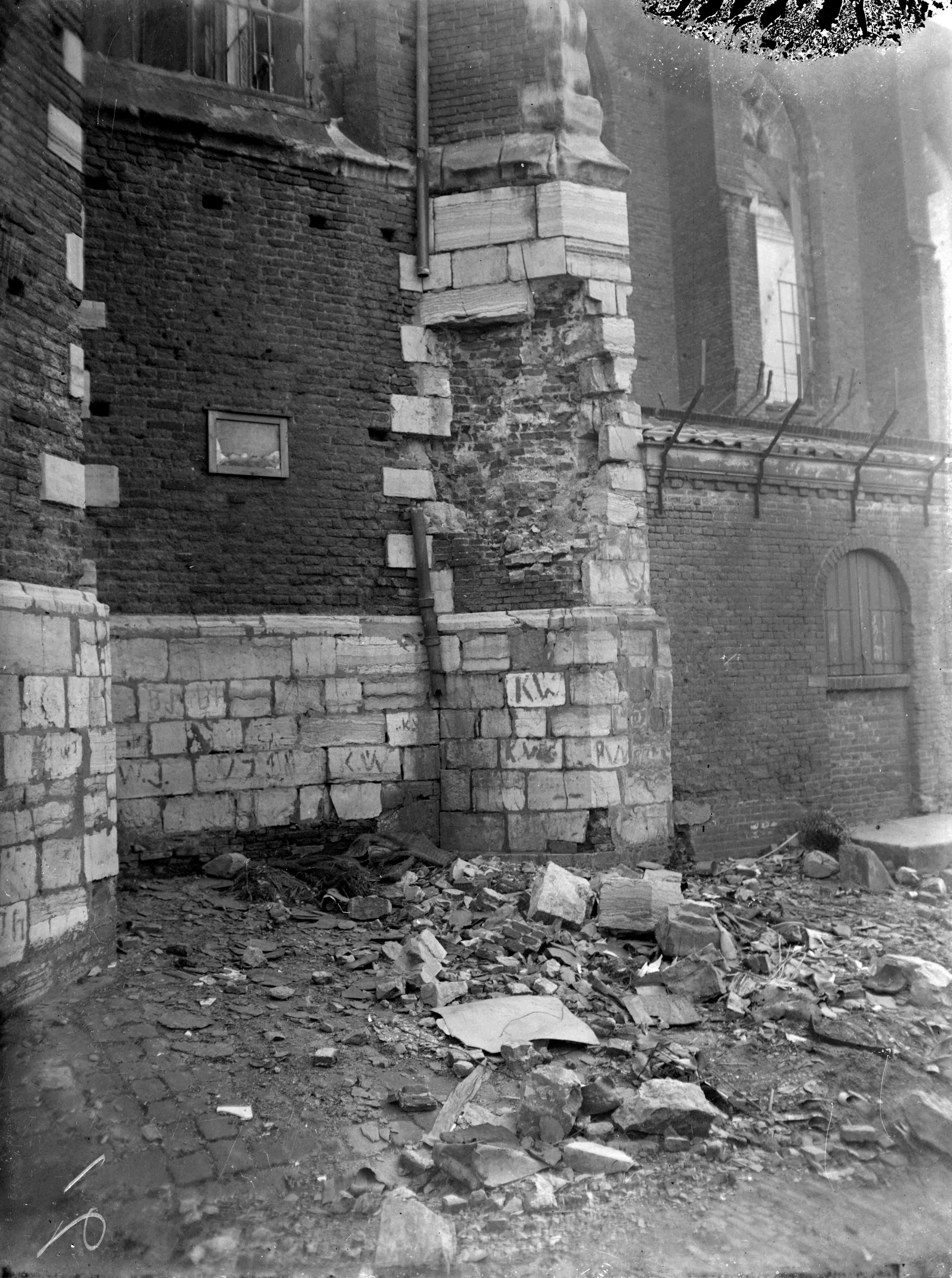
De verwoeste kerk in 1944
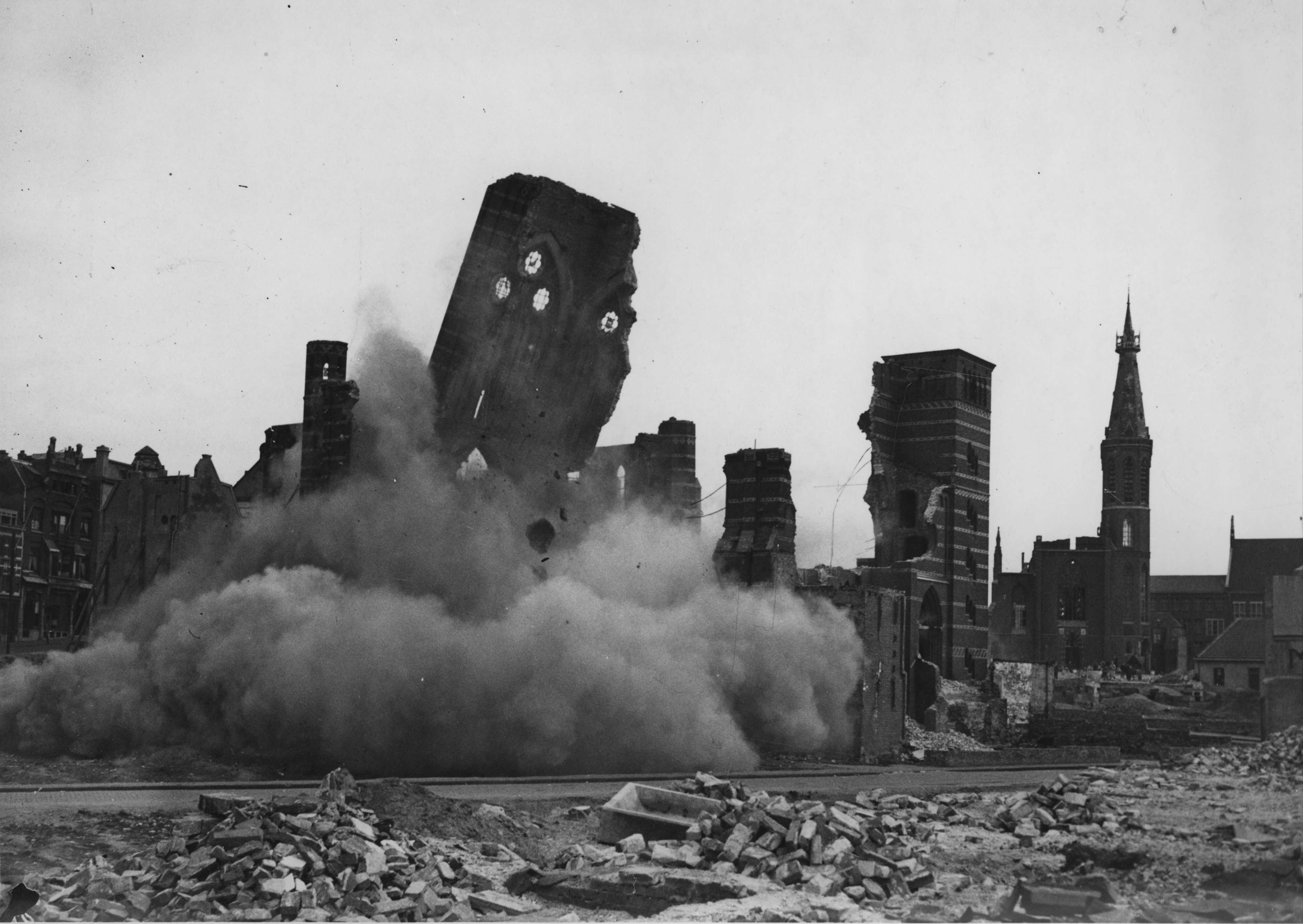
Het opblazen van de restanten; rechts op de achtergrond is tevens de verwoeste oude Dominicuskerk (Broederkerk) te zien